# Ali Sait Akbaytogan
Ali Saïd Pacha devenu, sous la République de Turquie, Ali Sait Akbaytogan, né en 1872 à Manyas, mort le 20 mars 1950 à Istanbul, est un militaire de l'Armée ottomane puis des Forces armées turques et un homme politique turc. Pacha est un titre de fonction.

## Carrière militaire sous l'Empire ottoman
Ali Saïd (orthographe turque moderne : Ali Sait) naît en 1872 à Manyas dans le vilayet de Hüdavendigâr (ouest de l'Anatolie) d'une famille d'origine tcherkesse. Il étudie à l'École militaire ottomane. Il participe à la guerre italo-turque (1911) puis aux guerres balkaniques (1912-1913).
Pendant la Première Guerre mondiale en Arabie du Sud, il est envoyé dans le vilayet du Yémen. Il commande la 39e division du VIIe Corps (en) dans la région de Ta'izz contre les forces indo-britanniques basées dans le protectorat d'Aden. Il est nommé major-général en 1915. À la fin de la guerre, son armée, à court de ressources, est évacuée par mer par les Britanniques. Ali Saïd reste prisonnier de guerre jusqu'en 1919 ; les Britanniques en gardent l'impression d'un militaire et négociateur accompli.

## Carrière militaire et politique en Turquie
De retour à Constantinople, Ali Saïd est nommé commandant des XIIe (en) et XXVe Corps (en). Pendant la guerre d'indépendance turque, il devient suspect aux Britanniques qui l'arrêtent le 16 mars 1920 et l'internent à Malte avec d'autres officiers turcs, les exilés de Malte. Libéré le 21 octobre 1921, il exerce des fonctions dans la justice militaire avant d'être nommé, le 2 septembre 1922, commandant par intérim des troupes turques à la frontière de l'Arménie où la guerre arméno-turque s'est terminée en décembre 1920. Il est décoré de la Médaille de l'Indépendance (en) (en turc : İstiklal Madalyası). Il commande la 1re armée de 1924 à 1933 et la 3e armée de 1933 à 1935.
Aux élections du 8 février 1935, il est élu député à la Grande Assemblée nationale de Turquie, poste qu'il conserve jusqu'au 15 décembre 1943. Parallèlement, il est membre du Conseil militaire supérieur (en) (Yüksek Askerî Şûra) jusqu'à sa mise à la retraite le 14 juillet 1937.

## Sources et bibliographie
- (de) Cet article est partiellement ou en totalité issu de l’article de Wikipédia en allemand intitulé « Ali Sait Akbaytogan » (voir la liste des auteurs) dans sa version du 2 novembre 2015.